# Bernhard Rössner
Bernhard Rössner (Múnic, 15 d'octubre de 1946) és un activista polític alemany, ex-militant de la segona generació de la Fracció de l'Exèrcit Roig (RAF). El 1975 va participar en la presa d'ostatges de l'ambaixada de l'Alemanya Occidental a Estocolm, el 1977 condemnat a presó perpètua per dos assassinats, entre d'altres, i el 1994 indultat.

## Trajectòria
L'abril de 1973 va participar en l'ocupació d'una casa a Hamburg, situada a Ekhofstrasse 37-39, juntament amb els posteriors membres de la RAF Karl-Heinz Dellwo, Christine Dümlein, Wolfgang Beer i Christa Eckes, entre d'altres. L'ocupació, anunciada com una protesta contra el lloguer excessiu i l'enderroc d'edificis i a favor de demandes d'habitatge socials, va comptar també amb el suport de Susanne Albrecht, que més tard va viure de forma breu amb Rössner, Dellwo i Dümlein. El 23 de maig de 1973, agents de la policia van posar fi a l'ocupació i Rössner i els seus companys van ser empresonats durant unes hores. Com a conseqüència es va formar un comitè de suport als detinguts, format per alguns membres que l'any 1974 integrarien el Comitè d'Hamburg contra la Tortura de Presos Polítics a la RFA, entitat a la qual també es va integrar Rössner. Fins aquell mateix any va cursar diverses disciplines a l'estudi escènic de Frankfurt del Main, com ara pantomima o improvisació. La tercera vaga de fam dels presos de la RAF va començar el 13 de setembre de 1974 i va acabar el 5 de febrer de 1975. El 9 de novembre de 1974, després de la mort de Holger Meins en un acte de vaga de fam, Rössner i Dellwo van renunciar al comitè i van passar a la clandestinitat.
El 24 d'abril de 1975 ambdós van participar en la presa d'ostatges de l'ambaixada de l'Alemanya Occidental a Estocolm, acció que va acabar amb l'explosió d'una càrrega col·locada pels segrestadors que va incendiar l'edifici, la causa de la qual encara no està clara. A continuació va ser detingut i poc temps després extradit a la República Federal d'Alemanya, on el ministeri fiscal el va acusar de l'assassinat de dos ostatges: l'agregat econòmic Heinz Hillegaart i l'agregat militar, el tinent coronel Andreas von Mirbach. El 20 de juliol de 1977, el Tribunal Regional Superior de Düsseldorf el va condemnar a presó perpètua per aquests dos assassinats. Durant la Tardor Alemanya, la RAF va intentar sense èxit pressionar l'alliberament de Rössner, entre altres presoners, a través del segrest de Hanns Martin Schleyer. A la presó va participar de diverses vagues de fam, fins que va caure molt malalt. Ell i els seus advocats van descriure les condicions d'empresonament fins als anys 1990 com d'aïllament. La desena vaga de fam de la RAF, aquesta seguida per 47 presos de l'organització armada, es va iniciar l'1 de febrer i va acabar el 12 de maig de 1989. L'acte de protesta es va relacionar, entre altres coses, amb la demanda d'alliberar Rössner perquè era inviable la «restauració […] sanitària en condicions de presó». A la tardor de 1992, la ministra de Justícia alemanya Sabine Leutheusser-Schnarrenberger li va rebaixar la condemna a 18 mesos per les condicions sanitàries en què es trobava. A la primavera de 1994 va ser indultat pel president federal Richard von Weizsäcker. El 2007, en una entrevista a la ZDF, va parlar d'una guerra en què hi havia víctimes i no es va excusar de les seves accions.